# D’Gary

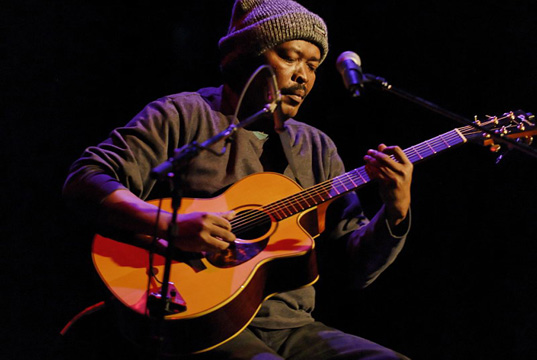
D’Gary (2007)

D’Gary (Ernest Randrianasolo, * 22. Oktober 1961 in Antananarivo) ist ein madagassischer Gitarrist.

## Leben und Wirken
Der Sohn eines Polizisten aus der Volksgruppe der Bara spielte bereits als Kind auf der Gitarre eines älteren Bruders. Er kam mit seinem Vater 1969 nach Tulear und später nach Betroka, wo er die durch Bodenerosion und Viehdiebe bedingte Not des Hirtenvolkes der Bara erlebte und nach dem Tod des Vaters 1978 als Gitarrist bei Hochzeiten und Beerdigungen zum Unterhalt der Familie beitragen musste.
1979 kehrte er mit einer Musikgruppe aus Betroka nach Antananarivo zurück, wo er die nächsten Jahre als Begleitmusiker arbeitete. 1986–87 ermöglichte ihm der Studiobesitzer Dida, in seinem Studio seinen eigenen Stil zu entwickeln. Anlässlich einer von dem Radioproduzenten (und späteren Kultusminister) Tsilavina veranstalteten AIDS-Ausstellung entstand für das Label Discomad seine erste Kassette Alatsao Balansy, aus der 1992 fünf Tracks unter dem Namen Garry auf dem Album Musiques de Madagascar erschienen.
1991 lernte D’Gary durch den madagassischen Musikstar Dama Mahaleo die amerikanischen Musiker Henry Kaiser und David Lindley kennen. Sie nahmen einen Track von ihm in das Album A World Out of Time auf, und Kaiser brachte sein Album Malagasy Guitar Music from Madagascar auf den Markt. 
1993 trat D’Gary neben seinen Kollegen Dama und Rossy beim Festival Internationale in Lafayette/Louisiana auf. Mit Dama und zwei Musikern aus der Band von Rossy nahm er dort das Studioalbum A Long Way Home auf. 1994 trat er als Mitglied der Malagasy Allstars im Haus der Kulturen in Berlin auf. Weitere Alben entstanden mit seiner Band Jihé. Um die Jahrtausendwende arbeitete er auch mit dem indischen Tabla-Spieler Nantha Kumar zusammen.
Gemeinsam mit der Sängerin Monika Njava und dem Gitarristen Joël Rabesolo arbeitete er seit 2015 im Trio Toko Telo.

## Diskographie
- Malagasy Guitar – Music from Madagascar mit Panayotis Dourantonis, 1991
- Long Way Home, 1993
- Horombe mit Amine Hadar und der Gruppe Jihé, 1994
- Mbo Loza, 1996
- Akata Meso mit Nantha Kumar, 2002
- D'Gary, Clive Carroll, Miguel de la Bastide, Brian Gore: International Guitar Night II, 2007
- Toko Telo: Diavola, 2018